# Cresseveuille
Cresseveuille ist eine französische Gemeinde mit 255 Einwohnern (Stand: 1. Januar 2022) im Département Calvados in der Normandie. Sie gehört zum Kanton Cabourg und zum Arrondissement Lisieux.

## Lage
Im nördlichen Gemeindegebiet verläuft das Flüsschen Ancre und die Autobahn A13.
Cresseveuille grenzt im Nordwesten an Heuland, im Nordosten an Danestal, im Südosten an Beaufour-Druval, im Süden an Saint-Jouin, im Südwesten an Saint-Léger-Dubosq und im Westen an Angerville.

## Bevölkerungsentwicklung

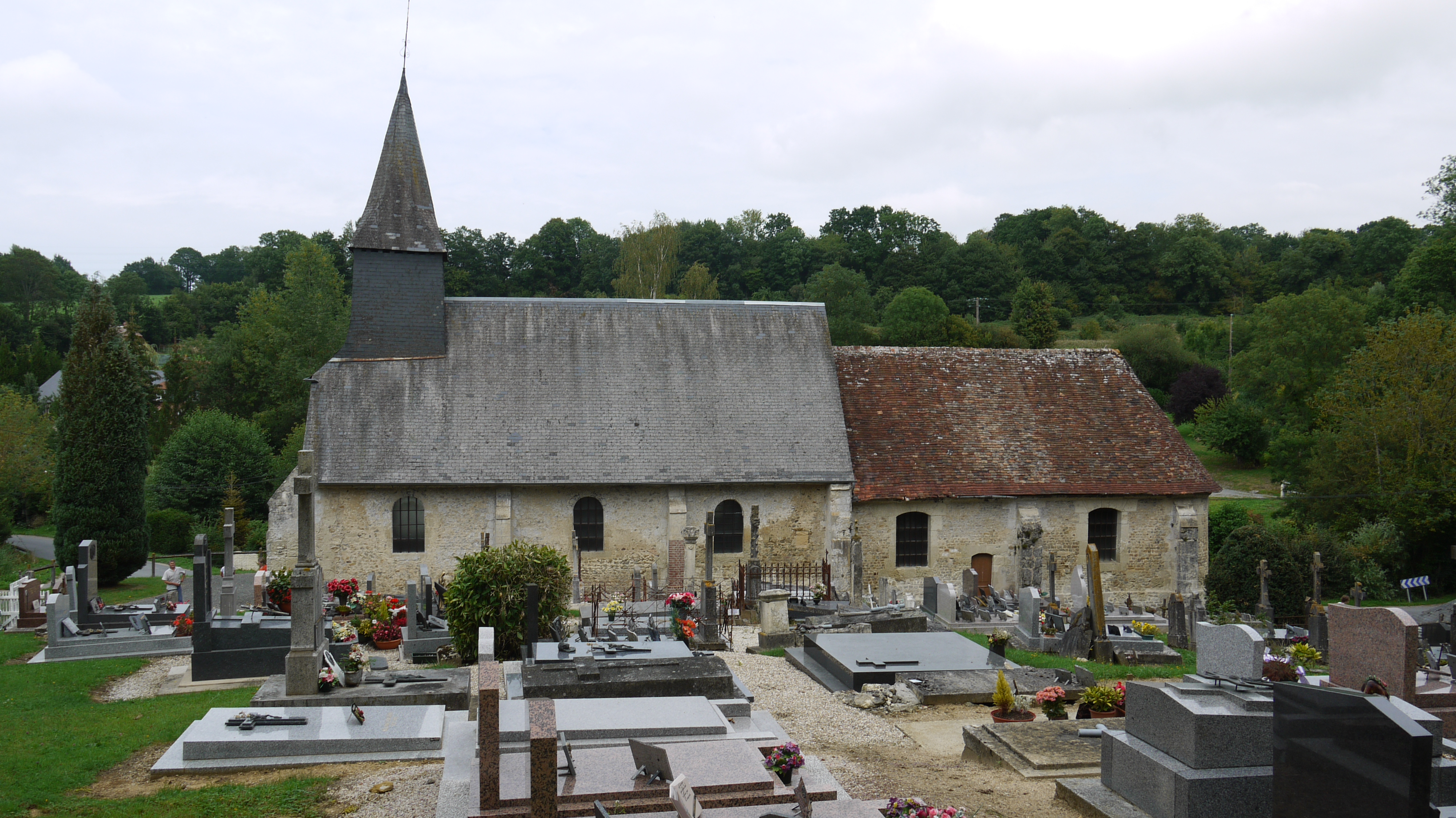
Kirche Assomption-de-Notre-Dame

| Jahr      | 1962 | 1968 | 1975 | 1982 | 1990 | 1999 | 2006 | 2015 |
| --------- | ---- | ---- | ---- | ---- | ---- | ---- | ---- | ---- |
| Einwohner | 194  | 183  | 138  | 128  | 167  | 212  | 271  | 262  |